# Tenagua
Tenagua es una localidad del municipio de Puntallana en la isla canaria de La Palma (España). Debe su nombre a la montaña que aparece muy destacada de su contorno. Tenagua forma un triángulo entre el Barranco del agua, límite con el barrio de Santa Lucía, y el Barranco Seco, que lo separa del municipio de Santa Cruz de La Palma y del barrio de Mirca. El cultivo se desarrolla entre el llano situado al oeste de la montaña y el caserío disperso de su ladera, en donde el terreno se vuelve abancalado.

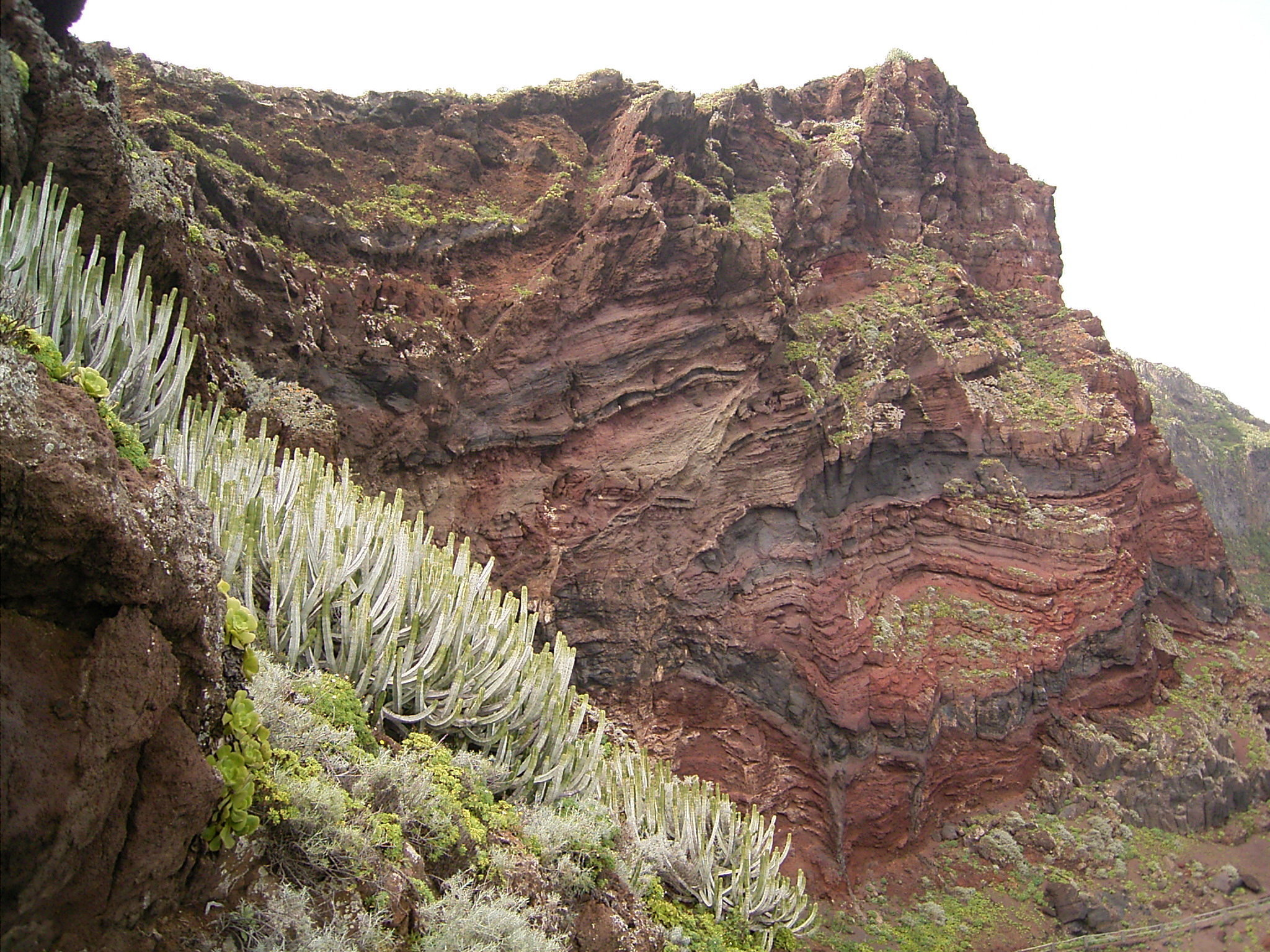
Cardonal de Martín Luis

## Geografía
Junto a Barranco Seco, la costa es muy alta, pero el acantilado deja paso a una amplia terraza conocida por Martín Luis. En esta zona, al igual que en el resto de la costa de la isla, se ha introducido el cultivo del plátano. En las laderas de Martín Luis existen numerosas especies de cardón canario, siendo uno de los atractivos naturales de Puntallana.

## Demografía
| 2002 | 2003 | 2004 | 2005 | 2006 | 2007 | 2008 | 2009 | 2010 | 2011 | 2012 |
| ---- | ---- | ---- | ---- | ---- | ---- | ---- | ---- | ---- | ---- | ---- |
| 472  | 499  | 529  | 541  | 545  | 556  | 559  | 592  | 566  | 575  | 583  |